# Peter Josef Breuer
Peter Josef „Jupp“ Breuer (* 3. Januar 1908 in Mönchengladbach; † 21. Juni 1991 in Sankt Augustin) war ein deutscher Grafiker und Fotograf. Breuer schuf Zeichnungen, Holz- und Linolschnitte sowie Grafiken im Stil der Neuen Sachlichkeit, genauer des Verismus.

## Leben
Nach dem Besuch der Textilingenieurschule in Mönchengladbach erhielt er seine erste künstlerische Ausbildung 1926 bis 1930 in Dresden und Berlin. Er besuchte die in beiden Städten ansässige private Kunstschule „Der Weg“, die Edmund Kesting, dann Lothar Schreyer und  Hans Haffenrichter leiteten, und unterhielt ein eigenes kleines Atelier in der Jaques-Dalcroze-Schule in Dresden-Hellerau. In der ersten „Der Weg“–Publikation von 1926 wurde eine seiner Holzschnitt-Arbeiten abgebildet, ein Selbstbildnis. 1930 wechselte er an das Bauhaus in Dessau, wo er u. a. Zeichnen, Malen, Fotografie sowie Gebrauchsgrafik, und zwar bei Josef Albers und Joost Schmidt, studierte. 1932 endete dieses Studium unfreiwillig, weil er wie einige andere Mitstudenten wegen Parteinahme für zwei verwiesene ebenfalls kommunistische Studentenvertreter ausgeschlossen wurde. 

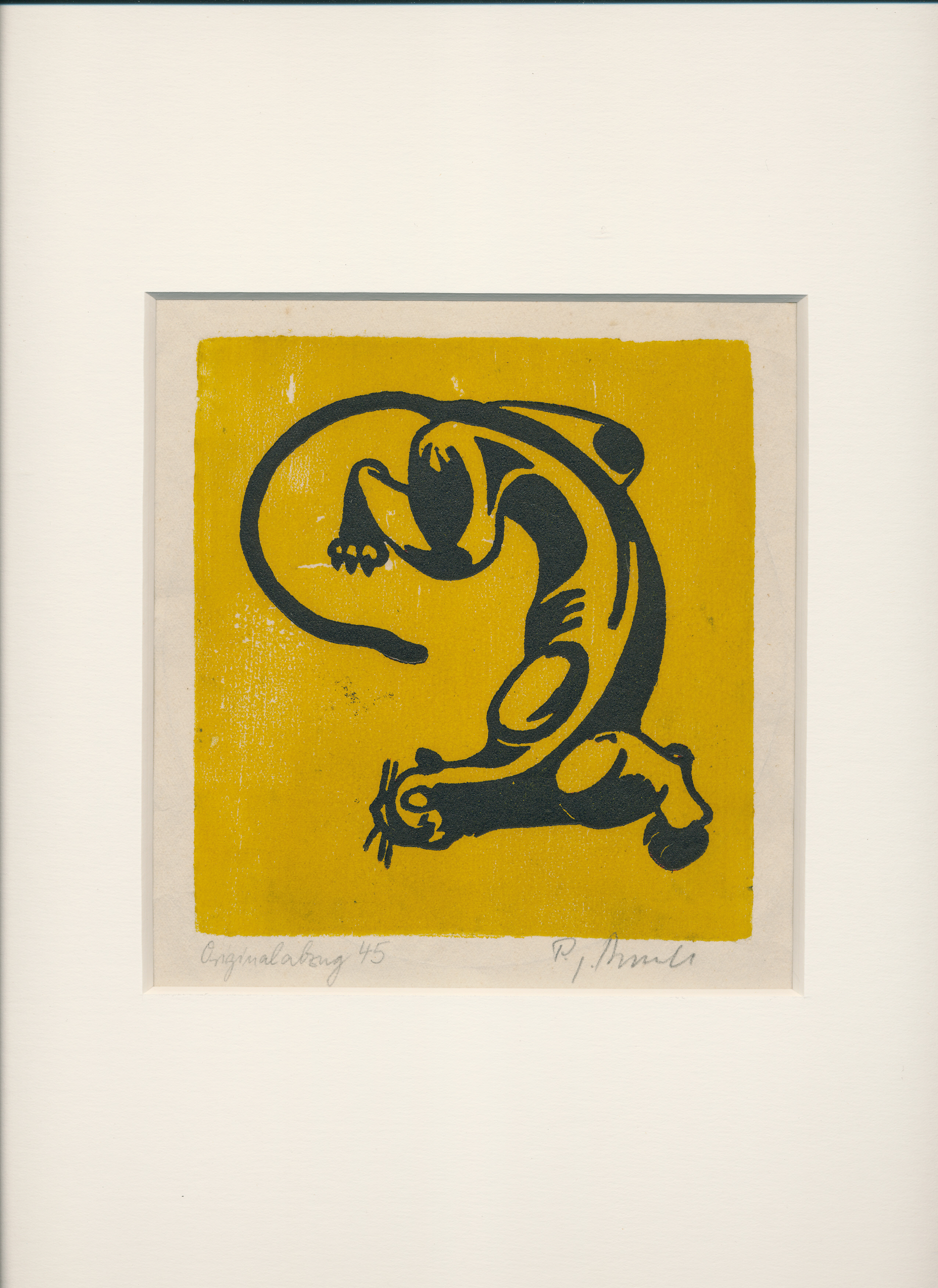
P.J.Breuer, Panther, Linolschnitt, 1945

Daraufhin siedelte er nach Berlin um, ab 1934 nach Köln und arbeitete als Werbegrafiker (u. a. für Bayer Leverkusen). 1941 wurde er zum Kriegsdienst an der Westfront eingezogen, kam 1944 in britische Kriegsgefangenschaft, die er bis 1946 u. a. im Lager Ascot verbrachte, wo er – in gegenseitiger Anregung durch gleich interessierte Mitgefangene – seine künstlerische Tätigkeit wieder aufnahm. Die Motive seiner Linol- und Holzschnitte waren Tiere, vor allem Pferde, Panther und Rehe sowie Lager- und Kriegsopfer. Er illustrierte den Gedichtband „Unser Lied“, machte Bühnenbilder für Theateraufführungen, u. a. mit dem Bildhauer und Maler Ludwig Gabriel Schrieber, gründete und leitete die „AG Kunst“ im Lager.

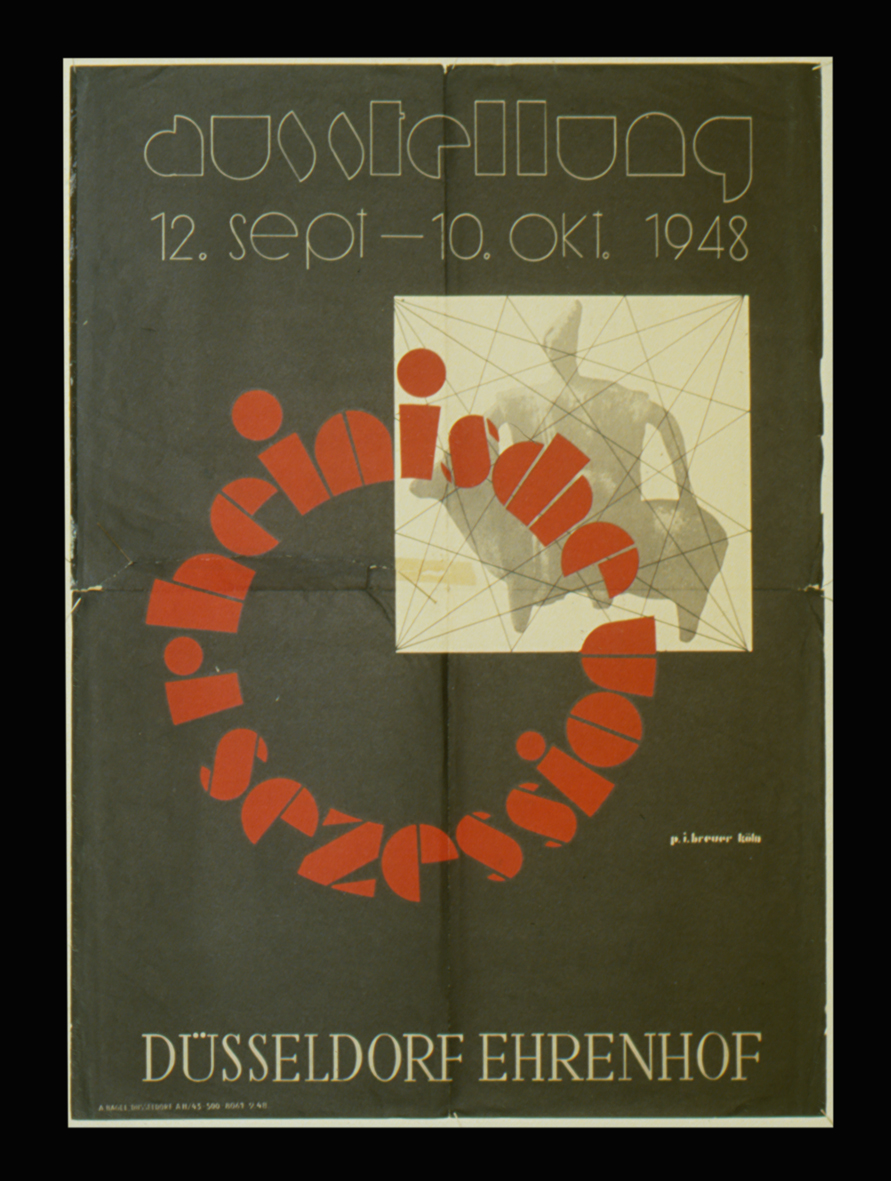
P.J. Breuer, Plakat, 1948

1946 nach Köln zurückgekehrt, gründete er wieder ein Atelier für Grafik, Foto, Formgebung und arbeitete nun u. a. auch für die Firmen Thonet (Möbel) und Storck (Stoffe). 1948 und 1950 schuf er u. a. die Plakate für die Ausstellungen der Rheinischen Sezession und der Neuen Rheinischen Sezession in Düsseldorf.
Breuer war zweimal verheiratet. Aus den Ehen entstammen zwei Söhne und zwei Töchter.